# Durante Alberti

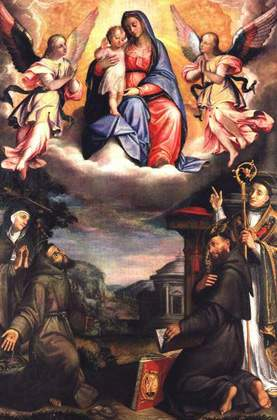
Nossa Senhora e o menino, retábulo em óleo, da igreja de San Girolamo della Carità, da autoria de Durante Alberti

Durante Alberti (Sansepolcro, 1538 - 1613) foi um pintor italiano do período do Renascimento.
Ele pintou para a igreja de San Girolamo della Carità, uma das capelas em afresco e um retábulo em óleo, representando a "Madona com o Menino com os Santos Alessandro e Bartolomeo". Para Santa Maria dei Monti, pintou uma "Anunciação". Ele foi enterrado em Santa Maria del Popolo.